# Città di frontiera
Città di frontiera è il secondo album discografico dei Calliope, pubblicato dall'etichetta discografica Vinyl Magic nel 1993.

## Tracce
Testi di Massimo Berruti, musiche di Rinaldo Doro.
1. La prova – 8:21
2. Sarajevo – 6:42
3. Margherita a Rodi – 6:59
4. Terra di nessuno – 7:53
5. Senza pretese – 0:49
6. Windsor – 9:39
7. L'attesa – 2:26
8. Il ritorno – 7:00

## Formazione
- Massimo Berruti - voce solista
- Rinaldo Doro - organo Hammond M3 + Leslie 147 e 760, mellotron 400, sintetizzatori (mini moog, Arp 2600 e GEM S3), pianoforte
- Mario Guadagnin - chitarre elettriche e acustiche Gibson e Palmer, voce, Marshall amps
- Enzo Martin - basso normale e fretless Ibanez, Peavey amps
- Gianni Catalano - batteria Tama, piatti Paiste, voce

Hanno inoltre prestato i loro graziosi talenti :
- Elisa Barbero - voce
- Pippo Soldano - sax tenore Yamaha
- Mauro Sibona - effettistica Art

Note aggiuntive
- Beppe Crovella - produttore, ingegnere del suono
- Registrato e mixato presso Synergy Studio di Colombaro di San Sebastiano Po (Torino)
- Pippo Soldano - assistente di studio
- Pier Luigi Frola - copertina
- Franco Vassia-Studio Imago - grafica
- Silvio Berto - fotografia[1]